# Sân vận động Thể thao Quốc gia (Zimbabwe)
Sân vận động Thể thao Quốc gia (tiếng Anh: National Sports Stadium) là một sân vận động đa năng ở Harare, Zimbabwe. Sân có sức chứa tối đa là 60.000 người. Đây là sân vận động lớn nhất ở Zimbabwe. Sân nằm ở Harare, chỉ cách Heroes Acre vài mét. Sân được sử dụng chủ yếu cho các trận đấu bóng đá, nhưng cũng được sử dụng cho rugby union. Sân được khánh thành vào năm 1987. Câu lạc bộ bóng đá CAPS United F.C. sử dụng địa điểm chủ yếu cho các trận đấu trên sân nhà của đội.

## Tổng quan
Sân vận động là nơi đăng cai tổ chức Human Rights Now! Benefit Concert của Tổ chức Ân xá Quốc tế vào ngày 7 tháng 10 năm 1988. Buổi biểu diễn do Bruce Springsteen & The E Street Band đứng đầu và còn có sự góp mặt của Sting và Peter Gabriel, Tracy Chapman, Youssou N'Dour và Oliver "Tuku" Mtukudzi.
Đại hội Thể thao châu Phi lần thứ 6 được tổ chức tại Sân vận động Thể thao Quốc gia vào năm 1995.
Trận chung kết lượt đi CAF Champions League 1998 được tổ chức tại Sân vận động Thể thao Quốc gia vào ngày 28 tháng 11 năm 1998 giữa Dynamos Harare của Zimbabwe và ASEC Mimosas của Bờ Biển Ngà. Trận đấu kết thúc với tỷ số hòa không bàn thắng.
Sân vận động đã đóng cửa trong 20 tháng, bắt đầu từ tháng 11 năm 2006, cho việc cải tạo lớn.
Vào ngày 14 tháng 9 năm 2019, sân vận động đã tổ chức tang lễ của Cựu Tổng thống Zimbabwe Robert Mugabe. Lễ tang được mở cửa cho công chúng tham dự, với một bức ảnh chụp từ trên không cho thấy sân vận động có sức chứa 60.000 người được lấp đầy một phần tư. Lễ tang có sự tham dự của các nhà lãnh đạo của nhiều quốc gia châu Phi, bao gồm Tổng thống Zimbabwe Emmerson Mnangagwa, Tiến sĩ Kenneth Kaunda của Zambia, Olusegun Obasanjo của Nigeria, Hifikepunye Pohamba và Hage Geingob của Namibia, Joseph Kabila của CHDC Congo, Uhuru Kenyatta của Kenya và Cyril Ramaphosa của Cộng hòa Nam Phi.

## Các sự kiện lớn
Sân vận động đã tổ chức nhiều sự kiện quan trọng kể từ khi được xây dựng như Đại hội Thể thao châu Phi 1995.